# Tómbola (programa de televisió)
Tómbola va ser un programa de televisió, produït i emès originalment per Canal Nou, la cadena autonòmica del País Valencià i emès també per altres cadenes autonòmiques i locals.

## Format
Es tractava d'un format televisiu nou a Espanya. Conduït pel moderador, Ximo Rovira, cinc periodistes (quatre fixos i un cinquè convidat cada setmana), feien entrevistes a personatges rellevants de la vida social i artística de l'Estat Espanyol. Prototip de premsa rosa, les entrevistes versaven sobre aspectes de la vida privada de l'entrevistat, sobrepassant sovint escabrós.

## Periodistes
L'equip habitual d'entrevistadors va estar integrat per Jesús Mariñas, Karmele Marchante, Lydia Lozano i Ángel Antonio Herrera. Antonio Montero va col·laborar en nombroses ocasions al llarg de la història del programa ocupant la "cinquena cadira" com també va fer, durant l'any 1998 el periodista Gustavo González fins que foren fitxats per Antena 3. No obstant això, González va abandonar el programa en 2002, sent reemplaçat per Antonio Sánchez Casado. Lozano deixava Tómbola en 2004, pocs mesos abans de la cancel·lació del programa. Finalment, també Jimmy Giménez-Arnau va col·laborar amb freqüència des de 2000.
Col·laboradors fixos:
- Jesús Mariñas (1997-2004).
- Karmele Marchante (1997-2004).
- Lydia Lozano (1997-2004).
- Ángel Antonio Herrera (1997-2004).
- Josep Sandoval (1997-2004).

Col·laboradors secundaris:
- Paloma Barrientos.
- Javier de Montini.
- Teresa Berengueras Terebere.
- Ketty Kaufmann.
- Aurelio Manzano.
- Antonio Montero (1998-2002).
- Gustavo González (1998-2002).
- Jimmy Giménez-Arnau (2000-2004).
- Antonio Sánchez Casado (2002-2004).

## Polèmiques
Des de la seua primera emissió, l'espai va ser qualificat com l'epítom de la teleporqueria. En aquell primer programa, l'entrevistada va ser Chábeli Iglesias, filla del cantant Julio Iglesias, que va abandonar el plató en plena entrevista amb les paraules Me'n vaig, em fa vergonya el teu programa i aquesta gent és gentola, en referència als periodistes, la qual cosa dona idea del to que es convertiria en habitual en les entrevistes.
El sendemà de l'estrena en Canal Nou, l'espai s'emetia en la televisió autonòmica de la Comunitat de Madrid, Telemadrid. El 6 d'abril era Canal Sud, la televisió pública d'Andalusia la que estrenava el programa. De manera simultània, els representants del sindicat Comissions Obreres en aquest últim canal, feien públic un comunicat, qualificant l'espai com un producte de baixa qualitat tècnica i professional.
Tan sols un mes després de la seua estrena, la conveniència de l'emissió del programa va ser debatuda en el Consell d'Administració de Telemadrid, posant-se l'accent en el finançament amb diners públics. Els representants dels partits polítics de l'oposició, PSOE i Esquerra Unida, es van mostrar summament crítics amb l'espai, al qual van qualificar de teleporqueria i inadequat per a formar part de la graella d'una televisió pública.
Les xifres d'audiència, no obstant això, van animar als programadors a mantenir l'espai. En Telemadrid, la mitjana de quota de pantalla dels tres primers programes, va aconseguir el 27%. En Canal Sur l'estrena de l'espai va congregar al 20% dels espectadors.
Mentrestant, els escàndols a la pantalla continuaven. El 31 de maig de 1997, l'entrevistat, Pocholo Martínez Bordiú, llançà un got d'aigua sobre la periodista Karmele Marchante, després que ella insinuara que es dedicava al tràfic de drogues.

## Repercussions
L'èxit del programa va cridar l'atenció de les televisions privades d'àmbit estatal Telecinco i Antena 3, que van imitar el format, amb notables resultats d'audiència. La primera amb Salsa rosa, Dolce Vita o Sálvame i la segona amb DEC i Abierto al anochecer.